# Cyrtandropsis longifolia
Cyrtandropsis longifolia är en tvåhjärtbladig växtart som beskrevs av Rudolf Schlechter. Cyrtandropsis longifolia ingår i släktet Cyrtandropsis och familjen Gesneriaceae. Inga underarter finns listade i Catalogue of Life.